# Zsadány
Zsadány is een plaats (község) en gemeente in het Hongaarse comitaat Békés. Zsadány telt 1807 inwoners (2001).